# Ima, Soko Ni Iru Boku
Ima, Soko ni Iru Boku (今、そこにいる僕) é uma série de anime de 13 episódios, dirigida por Akitaro Daichi e escrita por Hideyuki Kurata. Foi exibida na estação de TV WOWOW do dia 14 de outubro de 1999 até 20 de janeiro de 2000.

## Enredo
Em um dia comum, um jovem garoto chamado Shuzo Matsutani senta-se no alto de uma chaminé e avista uma garota admirando o pôr-do-sol. Shu tenta estabelecer contato com essa garota misteriosa e pergunta seu nome. O som que sai da boca dela é inaudível e ele consegue ler em seus lábios o som Lala Ru. De repente, acontece uma explosão e o tempo pàra. Robôs e uma mulher chamada Abélia estão em busca da menina. Na tentativa de salvá-la, Shu e Lala Ru são transportados a Hellywood, um país-nave controlado pelo líder Hamdo, em um mundo desolado e militarizado.  Lá, Shu encontra outras crianças que foram retiradas de seus lares para virarem soldados e é obrigado a conviver com o lado mais cruel dos seres humanos e a perda da inocência.

## Trilha sonora
Ima, soko ni iru boku possui 17 canções, incluindo a abertura e encerramento. A maioria das músicas é cantada por Taku Iwasaki, sendo uma cantada por Toshio Masuda e uma por Masuda e Reiko Yasuhara.
| #   | Título                                 | Duração |
| --- | -------------------------------------- | ------- |
| 1.  | Standing in the Sunset Glow            | 20:16   |
| 2.  | Decadence                              | 2:35    |
| 3.  | Run Up                                 | 2:34    |
| 4.  | Rescuer                                | 2:48    |
| 5.  | The Bottom                             | 2:30    |
| 6.  | Tears                                  | 3:06    |
| 7.  | Tumbling                               | 3:09    |
| 8.  | Calmative                              | 4:24    |
| 9.  | Deadlock                               | 2:21    |
| 10. | A Raw Deal                             | 2:25    |
| 11. | Pazzia                                 | 2:34    |
| 12. | Miss...                                | 2:47    |
| 13. | One Calm                               | 2:42    |
| 14. | Fearful Dream                          | 3:30    |
| 15. | Here and There                         | 2:38    |
| 16. | 今,そこにいる僕 (Ima soko ni iru boku) | 3:22    |
| 17. | 子守歌... (In the End...)              | 2:16    |